# Горшков, Александр Львович (журналист)
Алекса́ндр Льво́вич Горшко́в (род. 6 апреля 1964, Ленинград, СССР) — российский журналист, главный редактор  интернет-издания «Фонтанка.ру».

## Биография
Родился 6 апреля 1964 года в городе Ленинграде.
Окончил Ленинградский политехнический институт.
В 1990—1995 годах — работал в газете «Смена» (корреспондент, парламентский корреспондент, спецкор в «горячих точках», заместитель главного редактора).
В 1995—1996 годах — редактор отдела политики газеты «Невское время».
С 1996 года работает в Агентстве журналистских расследований. Занимает должность заместителя директора Агентства, директор ООО «Тайный советник».
В настоящий момент — главный редактор интернет-издания «Фонтанка.ру».
Член Союза журналистов России.

## Награды
- Лауреат конкурса «Золотое перо России» — 1996, 2007 (Гран-при).